# 竹輪笛
竹輪笛（ちくわぶえ）は、食品である竹輪に吹口やトーンホールを作って楽器様に仕立てたもの。